# Bollnässtugan
Bollnässtugan är en stuga som ligger vid Bollnästorget på Skansen. Den flyttades till Skansen 1892, året efter att Artur Hazelius hade öppnat friluftsmuseet, som en av dess första ditflyttade byggnader.

## Historia och beskrivning
Den kommer från Knubbgården i byn Herte söder om Bollnäs. Hälsingemålaren Jonas Hertman inredde och gjorde målningar i tre av rummen 1786 då den fick sitt nuvarande utseende. Det är en helgdagsstuga, alltså en stuga särskilt avsedd för fester och gäster, som byggdes samman på 1700-talet av två 1600-talshus. Stugan har knuttimrade väggar och tak av näver och ved.
Det var i Bollnässtugan, år 1893, som luciafirandet i Sverige på allvar återupptogs som en tradition som ansågs värd att bevara.

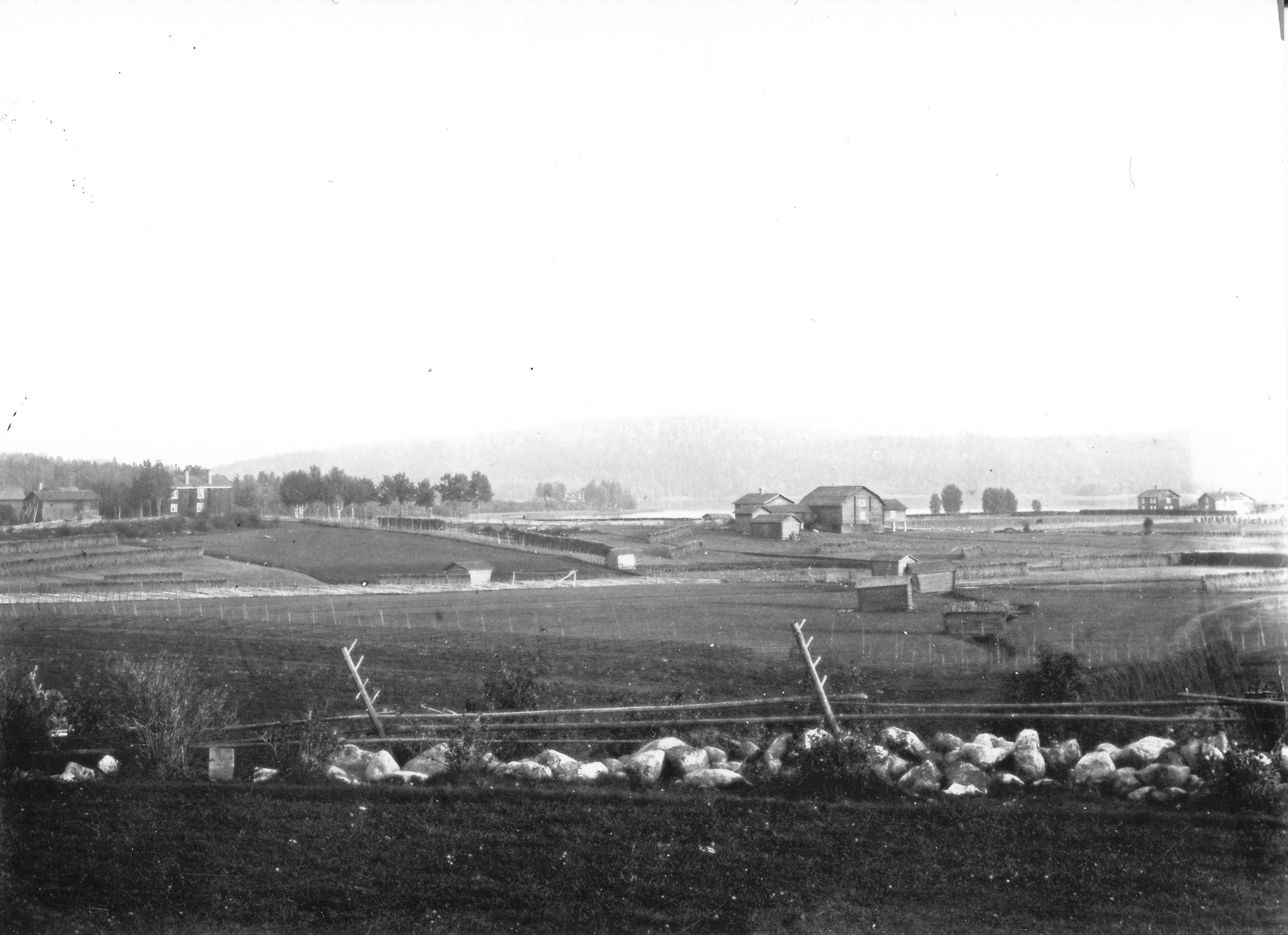
Vy över delar av byn Herte.
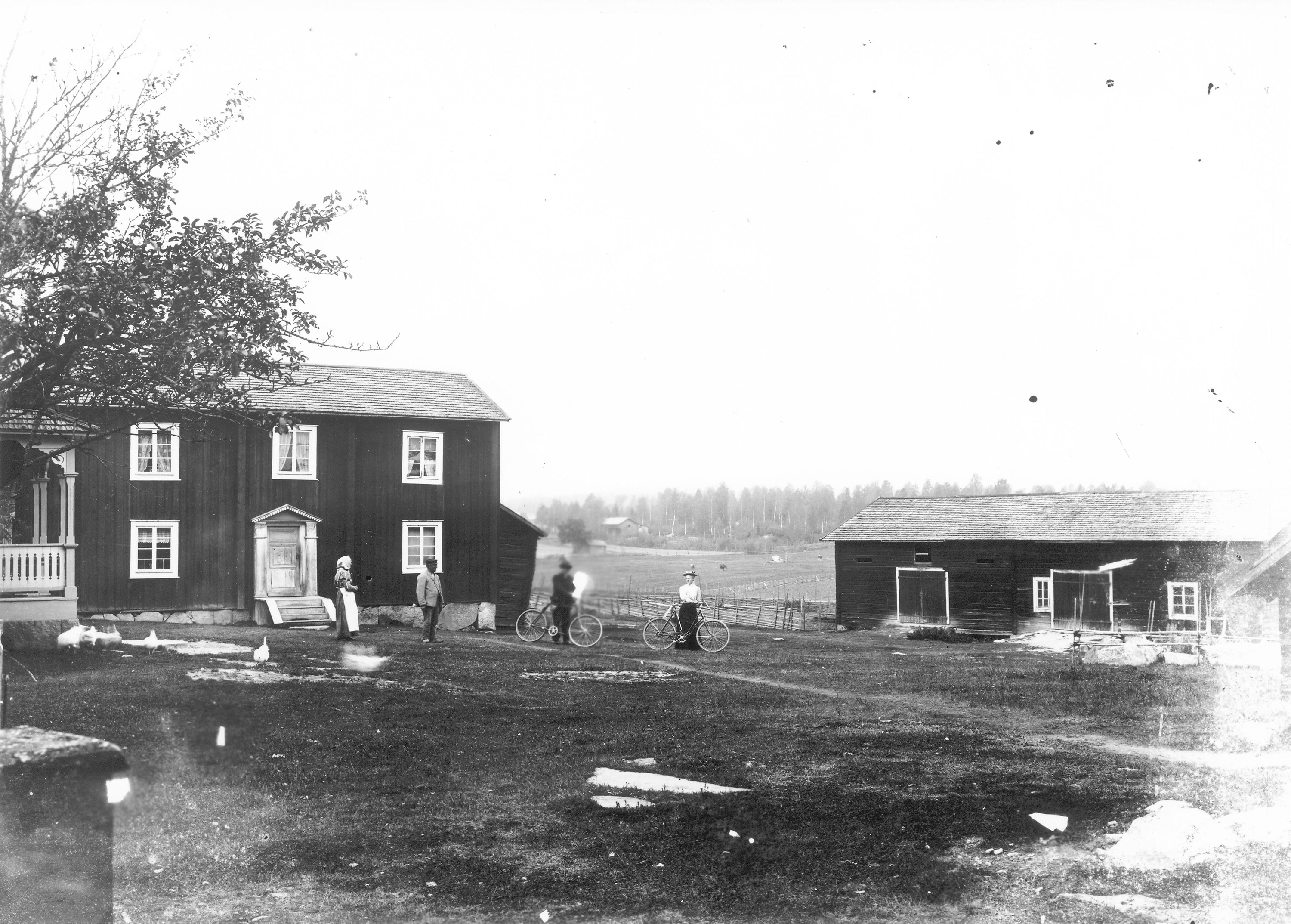
Gården Knubbens i Herte.